# 1868 na música

## Eventos
- Fundação da primeira filarmónica da Vila da Calheta, ilha de São Jorge.
- Fundação da Banda Marcial de Fermentelos.

## Nascimentos

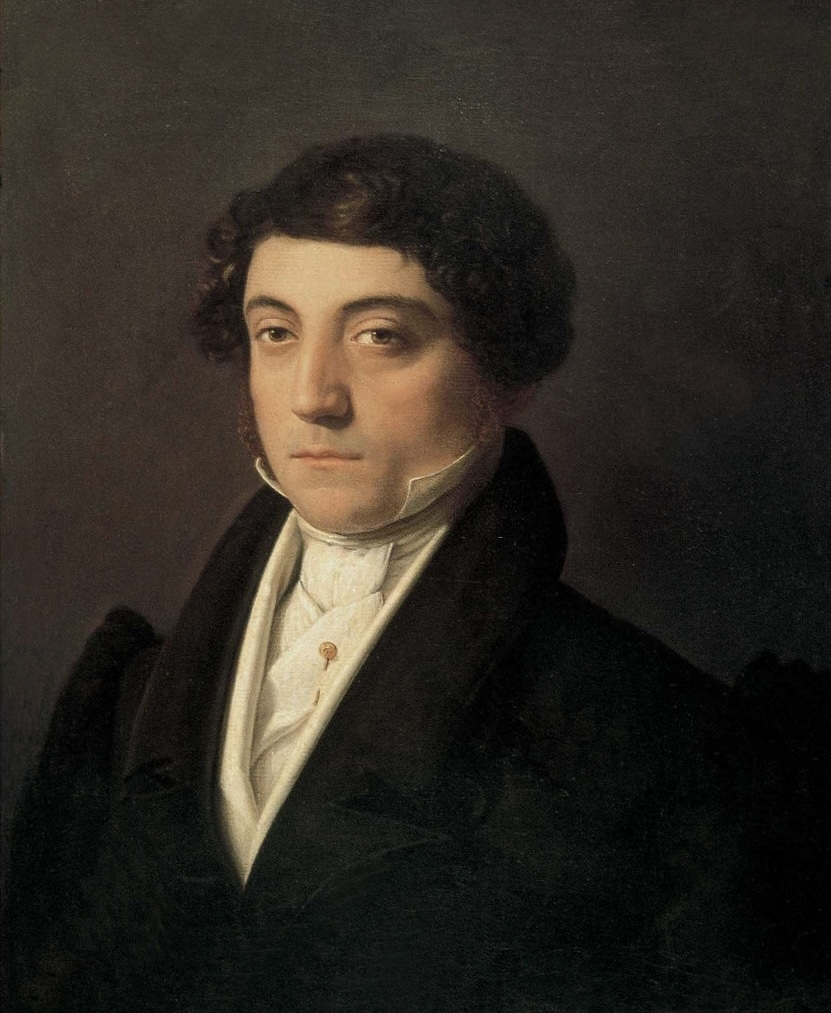
Gioacchino Rossini.

| Data         | Nome                    | Profissão             | Nacionalidade | Observações | Ref |
| ------------ | ----------------------- | --------------------- | ------------- | ----------- | --- |
| 6 de janeiro | Vittorio Monti          | compositor e maestro  | Itália        | m. 1922     |     |
| 15 de Abril  | Antônio Francisco Braga | compositor e maestro  | Brasil        | m. 1945     |     |
| 22 de Abril  | Vianna da Motta         | pianista e compositor | Portugal      | m. 1948     |     |
| 5 de Agosto  | Oskar Merikanto         | compositor            | Finlândia     | m. 1924     |     |

## Mortes
| Data           | Nome               | Profissão  | Nacionalidade | Observações | Ref |
| -------------- | ------------------ | ---------- | ------------- | ----------- | --- |
| 13 de Novembro | Gioacchino Rossini | compositor | Itália        | n. 1792     |     |